# Коллонтай (село)
Коллонтай — село в Малоярославецком районе Калужской области. Административный центр сельского поселения «Село Коллонтай».

## География
Расположено в 1 км к северо-востоку по Варшавскому шоссе от города Малоярославец.

## История
Впервые упоминается в 1782 году в издании «Описания и алфавиты к Калужскому атласу»: «Полсело Спасское с деревнями Князь-Раманова, Патрисовою, Ратмановою и Шемякиною Василья Васильевича Нарышкина и выделением церковною землею. В деревне имелась земская школа. Проживало 203 мужчины, 230 женщин»
В 1875 году кирпичный завод в  деревне приносил доход Черноостровскому монастырю Малоярославца.
В 1920 года деревня Князь-Романова была переименована в Коллонтай.

## Демография
| 2002 | 2010 |
| ---- | ---- |
| 364  | ↗403 |